# Apothripa albonotata
Apothripa albonotata är en fjärilsart som beskrevs av George Francis Hampson 1894. Apothripa albonotata ingår i släktet Apothripa och familjen trågspinnare. Inga underarter finns listade i Catalogue of Life.